# Buffalo Zoo
Il Buffalo Zoo è uno zoo situato a Buffalo, negli Stati Uniti. Lo zoo è il terzo più vecchio dell'intero paese. Ogni anno lo zoo accoglie circa 400.000 turisti, diventando così la seconda attrazione per numero di visitatori nella parte occidentale dello Stato di New York, secondo solamente alle Cascate del Niagara. Il Buffalo Zoo si estende per un'area di circa 95.000 m², ospita una vasta collezione di animali e più di 320 specie di piante. Lo zoo resta aperto tutto l'anno.